# Anna Sanchis
Anna Sanchis Chafer (Genovés, Valencia, 18 de octubre de 1987) es una ciclista profesional española.
Aunque nació en Genovés lleva desde los 6 años viviendo en Játiva. Es la hija del ciclista profesional José Salvador Sanchis, con el que coincidieron ella como corredora y él como director en el Comunidad Valenciana.

## Biografía

### Vida personal y primeros años como profesional
Estudia medicina en la Universidad de Valencia y toca el violenchelo desde pequeña.
Sus buenos resultados propiciaron la financiación para un equipo casi propio de su región, el Comunidad Valenciana, que cuando ella marchó a Italia en 2009 el equipo desapareció. Parte de las corredoras encontraron hueco en el nuevo equipo del Lointek.
Participó en los Juegos Olímpicos de Pekín 2008 en la especialidad en ruta quedando en el puesto 19.º. Poco antes quedó 7.ª en el Giro de Italia Femenino, todo ello con solo 20 años. Eso llamó la atención del equipo lituano con sede real en Italia del Safi-Pasta Zara-Titanedi que la ofrecía un amplio calendario internacional, sin embargo su temporada fuera no fue del todo satisfactoria debido a la falta de pagos del equipo por lo que tuvo que volver a España, al Bizkaia-Durango, en 2010.
En 2011, pocos días después de conseguir el tercer puesto en el Campeonato de España Contrarreloj, la prohibieron la participación en el Giro de Italia por los problemas que tuvo con el Safi-Pasta-Zara-Titanedi. Anna denunció a su antiguo equipo por impagos y Safi, patrocinador de la ronda italiana, vetó su participación aduciendo que si ella participaba retirarían el patrocinio de la prueba. Su equipo, el Bizkaia-Durango estuvo a punto de no participar por solidaridad con la corredora, sin embargo, Anna finalmente les hizo recapacitar y si participaron pero con su puesto sin cubrir. Precisamente fue una de las mejores actuaciones de un equipo español en esa carrera con 1 etapa, 1 día de liderato y 2 corredoras entre las 10 primeras.

### 2012: doble campeona de España
En 2012 se hizo doble campeona de España en contrarreloj y ruta. En la especialidad de contrarreloj, a pesar de no ser una de las favoritas, se aprovechó de la baja de última hora de Eneritz Iturriaga y de los problemas mecánicos de Leire Olaberria para alzarse con el campeonato; como curiosidad salió con calcetines, guantes y casco de Alberto Contador debido a que Anna en esos momento era pareja de Jesús Hernández, amigo de Contador. En la especialidad en ruta atacó al poco de comenzar la carrera con el objetivo de seleccionarla para evitar la superioridad numérica de la selección de Euskadi, tras solo poderla aguantar su ritmo dos corredoras en la subida final atacó de nuevo imponiéndose en solitario solo acabando la carrera 16 corredoras de las 34 que la comenzaron.
Tras su victoria en el campeonato contrarreloj se lamentó de no poder disputar los Juegos Olímpicos de Londres (por no conseguir la federación española los puntos suficientes -no obtuvieron ninguno en el plazo estipulado-) ni el Giro de Italia femenino (el equipo no fue invitado pero además ella tenía un veto de uno de los patrocinadores).

### 2013

#### De vuelta al Giro 5 años después
Tras la marcha de Safi como patrocinador del Giro de Italia Femenino y conseguir su equipo la invitación a la ronda italiana Anna volvió a disputar el Giro, donde comenzó a destacar internacionalmente, 5 años después de su última vez. La general la terminó en 16.ª posición, llegando a estar con las mejores en los finales en alto.

#### Cedida en el Lotto Belisol Ladies
A finales de agosto de 2013 se dio a conocer la noticia de que su equipo, el Bizkaia-Durango, la propia Anna y el equipo Lotto Belisol Ladies habían llegado a un acuerdo para que la ciclista valenciana corriera el Tour Cycliste Féminin International de l'Ardèche en las filas del conjunto belga, junto a corredoras como Ashleigh Moolman. Esta decisión vino precedida por el desembolso que tuvo que realizar su equipo para participar en el Giro de Italia Femenino lo que provocó una reducción en su calendario de carreras teniendo no solo que ceder a Anna sino a otras corredoras destacadas del equipo como Ruth Corset y Joanne Hogan (que también fue cedida durante el 2012) para diferentes carreras.

### 2014-2015: en el Wiggle Honda
Debido a los intereses comerciales de Wiggle (empresa especializada en venta de material deportivo por internet) y a que la daban libertad para continuar con sus estudios Anna fichó por el equipo Wiggle Honda para la temporada 2014.
A pesar de su mala temporada 2014 debido a una mononucleosis infecciosa consiguió la renovación por parte del equipo. De hecho estuvo casi 3 meses sin correr y a pesar de no estar en forma logró acabar el Campeonato Mundial en Ruta en 26.ª posición.
Su temporada 2015 estaba siendo mucho más satisfactoria, con varios puestos entre las 20 primeras y con el título de doble Campeona de España, por lo que logró ser seleccionada para disputar el Giro de Italia Femenino. Sin embargo, una caída en dicha prueba en la segunda etapa, junto a su compañera de equipo Audrey Cordon, la hicieron abandonar. Como consecuencia no pudo poder correr parte de la temporada. Tras dos meses de recuperación volvió en el Tour Cycliste Féminin International de l'Ardèche que abandonó, aunque un mes después volvió a la senda de los buenos resultados con un 8.º en el Giro de Emilia. Tras su lesión no volvió a correr para su equipo comercial y las 5 carreras que disputó lo hizo con la Selección de España.

#### Fuera de las grandes carreras
Su equipo se reforzó con Emma Johansson y unido a que gran parte de las carreras incluidas en el nuevo UCI WorldTour Femenino se limitasen a 6 corredoras para hacer hueco a todos los equipos, se quedó fuera de la mayoría de grandes carreras -incluyendo la Emakumeen Euskal Bira-. Anna solo pudo destacar en las carreras que compitió con la Selección de España. Pese a solo destacar en ellas se mostró crítica por el proceso de selección para elegir a la corredora que representó a España en la prueba en ruta de los Juegos Olímpicos de Río de Janeiro 2016 ya que según sus palabras «a pesar de los buenos resultados a finales de mayo y asegurarme él mismo (el seleccionador) que esperaría a las carreras más importantes y próximas a la fecha de los Juegos Olímpicos, la selección se anunció hace ya algunas semanas».
El 30 de noviembre de 2017 anunció su retirada del ciclismo tras once temporadas como profesional y con 30 años de edad, con el fin de cuidar de su hija y pasar más tiempo con su familia.

## Palmarés
2011
- 2.ª en el Campeonato de España Contrarreloj

2012
- Campeonato de España Contrarreloj
- Campeonato de España en Ruta

2013
- Campeonato de España Contrarreloj

2015
- Campeonato de España Contrarreloj
- Campeonato de España en Ruta

2016
- Campeonato de España Contrarreloj
- 2.ª en el Campeonato de España en Ruta

## Resultados en Grandes Vueltas y Campeonatos del Mundo
Durante su carrera deportiva ha conseguido los siguientes puestos en las Grandes Vueltas femeninas y en los Campeonatos del Mundo en carretera:
| Carrera              | 2006 | 2007 | 2008 | 2009 | 2010 | 2011 | 2012 | 2013 | 2014 | 2015 | 2016 | 2017 |
| -------------------- | ---- | ---- | ---- | ---- | ---- | ---- | ---- | ---- | ---- | ---- | ---- | ---- |
| Giro de Italia       | 69.ª | -    | 7.ª  | -    | -    | -    | -    | 16.ª | -    | Ab.  | -    | -    |
| Tour de l'Aude       | -    | -    | -    | -    | -    | X    | X    | X    | X    | X    | X    | X    |
| Grande Boucle        | -    | Ab.  | -    | -    | X    | X    | X    | X    | X    | X    | X    | X    |
| Mundial en Ruta      | -    | -    | 36.ª | Ab.  | -    | 76.ª | 28.ª | 46.ª | 26.ª | Ab.  | -    | -    |
| Mundial Contrarreloj | -    | -    | -    | -    | -    | -    | 31.ª | 37.ª | -    | -    | -    | -    |

-: no participa

Ab.: abandono

X: ediciones no celebradas

## Equipos
- Odeco (2008) (amateur)
- Comunidad Valenciana (2007-2008)[30]
- Safi-Pasta Zara-Titanedi (2009)
- Bizkaia-Durango (2010-2013)[31]
- Wiggle (2014-2017)
  - Wiggle Honda (2014-2015)
  - Wiggle High5 (2016-2017)